# Lepidochrysops aethiopia
Lepidochrysops aethiopia is een vlinder uit de familie van de Lycaenidae. De wetenschappelijke naam van de soort is voor het eerst gepubliceerd in 1922 door George Thomas Bethune-Baker.
De soort komt voor in Malawi, Zambia en Mozambique.